# Олимпийский стадион (Гренобль)
Олимпийский стадион в Гренобле (фр. Stade olympique de Grenoble) — это временный стадион, построенный в Гренобле в 1967 году специально для церемонии открытия Х зимних Олимпийских игр 6 февраля 1968 года. Его вместимость составила 60 000 зрителей, имел форму подковы и после окончания олимпийских соревнований был демонтирован.

## Строительство
Местом строительства стадиона был выбран бывший аэропорт Гренобля — Мермоз, который заменил только что открывшийся Сен-Жуар. Оно находилось в непосредственной близости от пресс-центра на улице Малерб, олимпийской деревни, железнодорожного вокзала Гренобля-Олимпийский, а также центра Alpexpo, который использовался для приёма гостей. Строительство началось в августе 1967 года компанией Entrepose, которая использовала для трубчатого каркаса 380 км труб, 400 000 болтов и 200 000 хомутов. Разработанный архитекторами из Гренобля Бруно Поурадье-Дютеем и Жоржем Пиллоном, стадион площадью 60 000 м22 ориентировался по оси Авеню Марселлин-Бертело.
Расстояние от входа на арену до широкой лестницы, на которой находилась чаша олимпийского огня составляло 300 метров. На этой оси был установлен флагшток высотой 30 метров и весом 2 тонны для поднятия Олимпийского флага площадью 54 м2 (6 м × 9 м). Сделанная из алюминия с помощью SISA, она имела форму шпинделя, наибольший диаметр которой составлял 1 м. Эту мачту изготовила компания Pechiney.
Трибуны стадиона занимали площадь 21 000 м22 и потребовали 1800 m древесины. Лицом к трибуне, находилась ростра, сделанная из прозрачных элементов компанией Saint-Gobain, использовавшиеся для выступления официальных лиц.
Чаша для олимпийского огня построена компанией Stefi из Валенсии в сотрудничестве с местной компанией Neyrpic прибыла в Гренобль 17 декабря 1967 года. Здесь она была отделана отчеканенными золотыми листами, что увеличило её вес и размеры. Высокая 1,30 м, диаметр около 4 м, вес — 550 кг , её устанавливали 20 декабря с помощью вертолёта Alouette III на платформу башни, расположенной на высоте 96 ступеней и имеющей ширину 3,5 м. 22 декабря центральная мачта, прибывшая в Гренобль автопоездом была установлена в центре стадиона, 24 декабря состоится первое освещение лестницы и мачты компанией Luxazur, наконец, первая репетиция зажжения огня в чаше происходит 16 января 1968 года. Генеральной репетиция церемонии открытия проходит 3 февраля.

## Церемония открытия

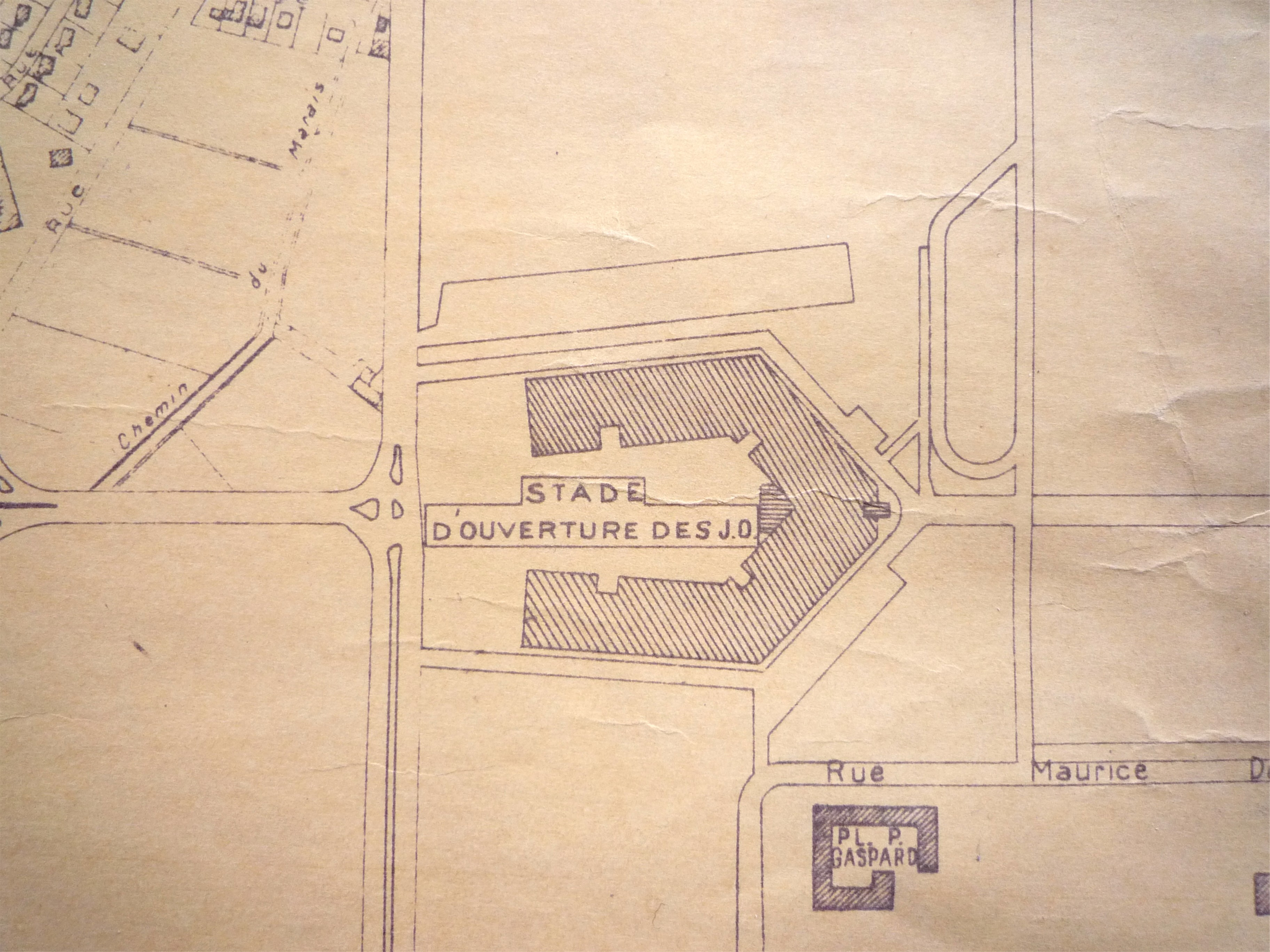
Фрагмент плана в Гренобле (1968).

Анимация всей церемонии была организована работой Парижской группы под руководством Алена Дючемина на музыку Жака Бондона. Сценическая архитектура, а также все декоративные элементы — работа режиссёра Жака Валентина при содействии архитектора Дениса Сулье.
Во вторник, 6 февраля 1968 года, после парада 1500 спортсменов под бледным солнцем, речей председателя оргкомитета Альберта Мичелона и президент МОК Эйвери Брэндедж, президент Франции генерал Шарль де Голль в 15 ч 39 мин произнёс «Я объявляю открытыми Х зимние олимпийские игры в Гренобле». Далее восемь альпийских стрелков проносят огромный олимпийский флаг и поднимают его на флагштоке под олимпийский гимн. Затем вокруг стадиона были подняты флаги всех участвующих стран, мэр Инсбрука передаёт олимпийский флаг Эйвери Брэндеджу, который вручает его мэру Гренобля Юберу Дубэдууту.
После музыкальной интерлюдии три вертолёта опускаются на трибуны 500 олимпийских флагов, подвешенных к парашютам и 3000 роз. Затем, по Авеню Марселлин-Бертело, с каждой стороны которой было высажено по 600 елей высотой 12 м, Даниэль Робин доставляется олимпийский огонь и передаёт у входа на стадион его фигуристу Алену Кальману, который пересекает весь стадион и поднимается по лестнице из 96 ступеней к чаше олимпийского огня.. В 16 ч 10 мин Ален Кальман оборачивается, чтобы поприветствовать стадион, и зажигает олимпийский огонь.
Церемония заканчивается клятвой спортсменов которую произнёс Лео Лакруа. В то время как огонь отправляется в места будущих соревнований, пять Fouga Magister из Patrouille de France раскрашивают городское небо в цвета олимпийского флага.
Каждый олимпийский объект получил олимпийский огонь, в том числе Гренобль, в парке Пол-Мистраль..
Церемония закрытия 18 февраля в присутствии Премьер-министра Жоржа Помпиду прошла во Дворце спорта.
Церемонии и сами Олимпийские соревнования впервые транслировались в цвете: ORTF (111 часов в общей сложности, в том числе 50 в цвете) для Европы и Канады, ABC для всего американского континента через два цветных спутника Early Bird, телеканал NHK для Японии. Французскими комментаторами церемонии были Леон Зитрон, Жак Перро и Роберт Чапаттел. Церемония также транслировалась в прямом эфире в двадцати кинотеатрах по всей Франции, в том числе в трёх в Гренобле.
Вышедший в 1969 году американский фильм «Downhill Racer» с Робертом Редфордом и Джином Хэкманом демонстрирует несколько сцен, снятых во время церемонии открытия.

## Снос

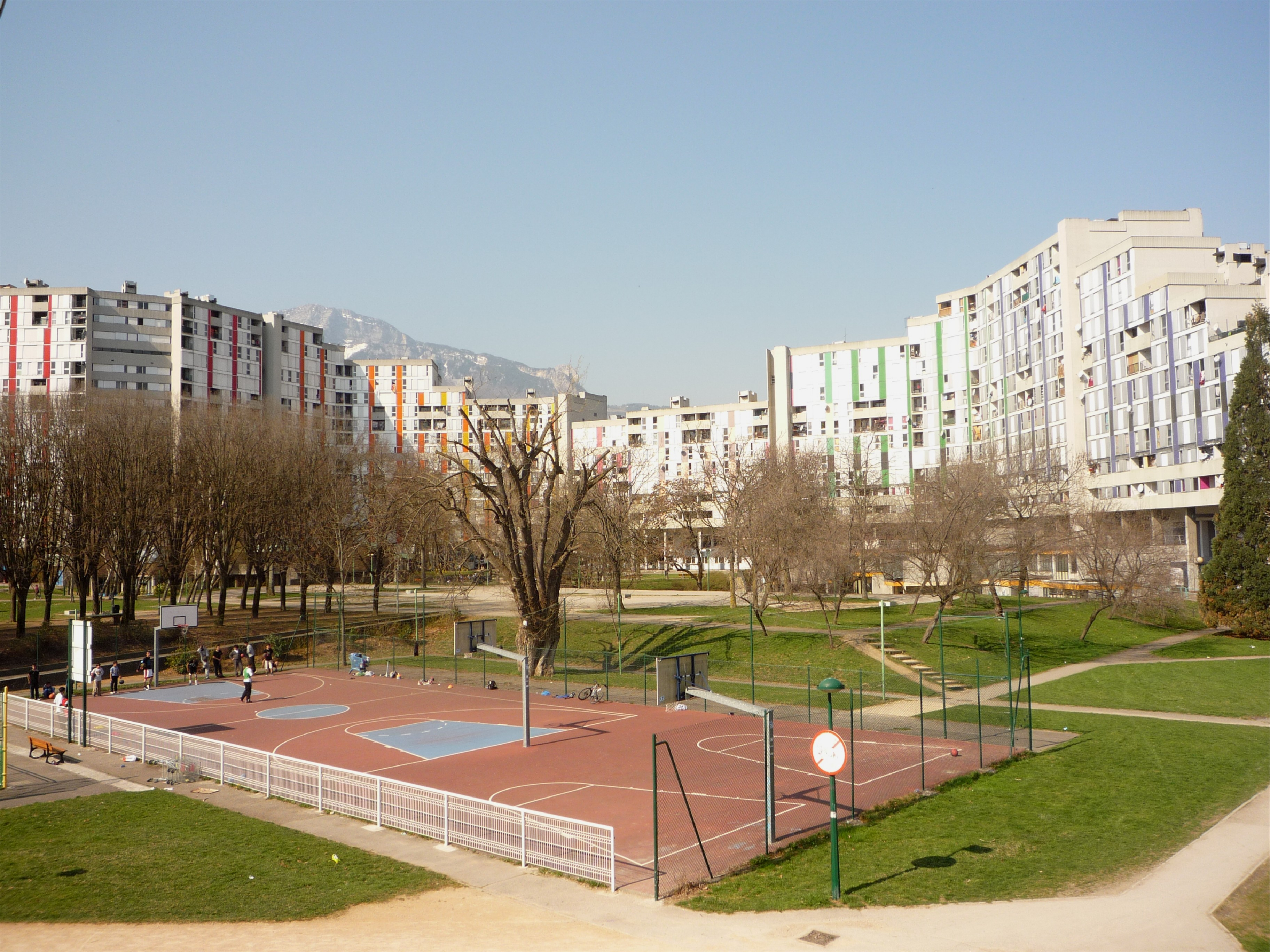
Место где располагался стадион в настоящие время.

8 марта 1968 года чаша для олимпийского огня была снята с башни, на которой она располагалась с помощью вертолёта и перевезена в парк Национального спортивного института в Винсенне недалеко от Парижа, а затем начался демонтаж стадиона (трубчатая конструкция, состоящая не менее чем из 380 км труб, 400 000 болтов и 1800 м3 древесины..
В 1970 году на месте, где располагался стадион, началось строительство жилого комплекса с определенной архитектурой под названием «галерея Арлекин», который принял первых жильцов в апреле 1972 года, образуя новый район Вильнев-де-Гренобль.
Спустя 20 лет после проведения Олимпийский игр и благодаря Алену Кариньону, тогдашнему мэру Гренобля, 3 октября 1987 года было принято решение о реставрации чаши олимпийского огня. 19 января 1988 года она была постоянно установлена рядом с парком Пол-Мистрал. Что касается олимпийского флагштока, то она был перемещён на небольшое расстоянии, на кольцевую развязку Альпекспо, где всё еще присутствует в наши дни.